# ورنن، آردش
ورنن، آردش (به فرانسوی: Vernon, Ardèche) یک کمون در فرانسه است که در Canton of Joyeuse واقع شده‌است.

## خصوصیات
ورنن ۳٫۷۱ کیلومترمربع مساحت و ۲۱۸ نفر جمعیت دارد و ۲۵۰ متر بالاتر از سطح دریا واقع شده‌است.